# Gandom Shād
Gandom Shād (persiska: گندم شاد) är en ort i Iran.   Den ligger i provinsen Khorasan, i den östra delen av landet, 800 km öster om huvudstaden Teheran. Gandom Shād ligger 1 209 meter över havet och antalet invånare är 729.
Terrängen runt Gandom Shād är platt åt nordost, men åt sydväst är den kuperad. Terrängen runt Gandom Shād sluttar österut.Runt Gandom Shād är det ganska glesbefolkat, med 30 invånare per kvadratkilometer. Närmaste större samhälle är Mashhad Rīzeh, 16,0 km sydost om Gandom Shād. Omgivningarna runt Gandom Shād är i huvudsak ett öppet busklandskap.